# سی‌پلاس‌پلاس ۲۰
سی‌پلاس‌پلاس ۲۰ (به انگلیسی: C++20)  استاندارد رسمی از زبان برنامه نویسی سی‌پلاس‌پلاس است که بر مبنای استاندارد سازمان بین‌المللی استانداردسازی / IEC در ادامه  سی‌پلاس‌پلاس ۱۷ به وجود آمده است. این استاندارد در سال ۲۰۲۰ بصورت رسمی منتشر شد.

## ویژگی‌های جدید
کلان‌دستور (ماکرو)های جدید.
اضافه شدن  عملگر <=> یا عملگرهای سه گانه،
این عملگر تمامی مقایسات را محاسبه می‌کند، اگر 
x=2 و y=3 با عملگر سه گانه در z باشند، اگر z مساوی 0 باشد یعنی این دو مساوی‌اند، اگر 1 باشد یعنی x یا اولین محاسبه بزرگ‌تر است، اگر 2 باشد y یا محاسبه دوم بزرگ‌تر است.
قابلیت تعریف یا اعلام یک متغیر در دامنه حلقههای بر پایه محدوده مانند:
```
#include
 
<iosteam>

#include
 
<vector>

using
 
namespace
 
std
;

int
 
main
(){

  
vector
<
unsigned
 
int
>
 
test
=
{
3
,
8
,
9
,
10
};

  
for
(
int
 
i
=
0
;
auto
&
 
t
:
test
){

    
cout
<<
"at "
<<
i
<<
' '
<<
t
<<
endl
;

    
i
++
;

  
}

}

```

char8_t،u8string: کاراکتر و رشته حروف ۸ بیتی امضا نشده.
افزوده شدن صفت های [[unlikely]],[[likely]] و [[no_unique_address]].
افزوده شدن دو کلیدواژه، consteval، که یک تابع با بازگشت یک مقدار ثابت همگردانی هنگام یا موقع کامپایل می‌سازد و constinit که یک متغیر مقدار ثابت همگردانی هنگام می‌سازد، شبیه به constexpr اما با تفاوت اینکه constexpr لزومی ندارد مقدار ثابت باشد و ممکن است همگردانی هنگام باشد یا اجرا هنگام، اما constinit و consteval حتما باید مقدار ثابت باشد و حتما موقع همگردانی محاسبه می‌شوند.

اولیه‌سازی چندتایی با استفاده از پرانتزها.
coroutineها، قابلیتی هستند که میتواند یک تابع را در حالتی که هست نگه دارد؛ بدون از دست دادن موقعیتش و بعد میتواند دوباره از همان موقعیت ادامه دهد.
قابلیت ماژول‌ها یا کلیدواژه‌های export/import.
conceptها یا مفاهیم که برای محدود کردن جنریک‌ها یا درواقع قالب‌ها هستند مانند کد زیر:
```
#include
 
<iostream>

#include
 
<concepts>

using
 
namespace
 
std
;

template
<
typename
 
T
>

concept
 
mahdode
=
is_integral_v
<
T
>&&
is_arithmetic_v
<
T
>

template
<
mahdode
 
M
>

class
 
GM
{

M
 
test
(){

return
 
1
;

};

int
 
main
(){

GM
<
int
>
 
g
();

cout
<<
g
.
test
()
<<
endl
;

// مشکلی نیست

GM
<
string
>
 
g2
();

//خطا، در مفهوم قالب تعریف شد که قالب باید قابل محاسبه و عددی باشد.

}

```

با محدود کردن قالب‌ها سرعت برنامه و همگردانی بالاتر می‌رود زیرا جزئیات بیشتری مطرح شده است.